# Polystichum deminuens
Polystichum deminuens är en träjonväxtart som beskrevs av William Ralph Maxon. Polystichum deminuens ingår i släktet Polystichum och familjen Dryopteridaceae. Inga underarter finns listade.